# Пинелли, Агостино
Агостино Пинелли (итал. Agostino Pinelli Ardimenti; Генуя, 1492 — Генуя, 1566) — дож Генуэзской республики.

## Биография
Об этом доже сохранилось довольно мало достоверной информации. Известно, что он родился в Генуе около 1492 года, занимал различные государственные должности в генуэзском государстве.
Он был избран дожем 4 января 1555 года, во время его правления были отмечены восстания на Корсике, которые подпитывали французами и турками, и лишь мирный договор 1556 года положил им конец. Для личной защиты дожа впервые в истории Генуи был использован гарнизон швейцарско-немецких, а не итальянских солдат.
После окончания мандата 4 января 1557 года Пинелли был назначен верховным прокурором Республики. Вместе с другим бывшим дожем Баттистой Чикала-Дзоальи, во время правления Джованни Баттисты Леркари (1563-1565), Пинелли получил задание организовать кредит в размере 10000 крон для императора Карла V.
Пинелли был убит в Генуе в 1566 году: вероятно, наемный убийца перепутал его с другим бывшим дожем, Лукой Спинола, который в итоге был лишь ранен. Заказчиком убийства был Джованни Стефано Леркари, сын дожа Леркари, который желал отомстить Спиноле за оскорбления в адрес отца, сказанные на заседании Сената.